# هال كورنر
هال كورنر (بالإنجليزية: Hal Koerner)‏ هو عداء ألتراماراثون ‏ أمريكي، ولد في 23 يناير 1976 في آشلاند في الولايات المتحدة.

## وصلات خارجية
- الموقع الرسمي
- هال كورنر على موقع الاتحاد الألماني للألترا ماراثون (الإنجليزية)
- هال كورنر على موقع الرابطة الدولية لركض المسار (الإنجليزية)